# Antonio da Castello
Antonio da Castello ou Antonio Castello (Antonio Maria da Castello), né à Città di Castello avant 1499 et mort à Brescia en mai 1549, est un condottiere et ingénieur militaire italien.

## Biographie
Antonio da Castello est capitaine d'artillerie pour la république de Venise et conseiller pour les fortifications. En 1535, il travaille sur des fortifications pour la protéger d'une agression turque.
En 1536, François Ier après la reprise de la guerre contre Charles Quint, a la surprise de voir les villes de Guise et de Montreuil tomber face aux Impériaux et les Anglais. Ces revers persuadent François Ier qu'il est nécessaire de renforcer les défenses des villes de Picardie.
Les hostilités entre François Ier et Charles-Quint reprennent en 1537 en Artois. Une armée française forte de 25 000 hommes, arrive devant Hesdin (Vieil-Hesdin) le 17 février 1537  et fait le siège de la ville. Elle capitule le 10 avril. Les Français, campés à Pernes, s'emparent ensuite de Saint-Pol et de Lillers.
Le roi a fait appel en 1537 à l'ingénieur italien Castello. Il lui demande de commencer à renforcer les fortifications de la ville et du château de Saint-Pol, en mai 1537, et de Hesdin. Castello est fait prisonnier devant cette ville quand elle est prise par les troupes impériales le 17 juin, et le roi doit payer une rançon pour sa libération en décembre 1537. Une trêve est signée le 30 juillet. Les Impériaux lèvent le siège de Thérouanne, les Français quittent l'Artois mais conservent Hesdin et Thérouanne.
Les Impériaux entreprennent de faire le siège de Thérouanne le 27 juin 1537. Les renforts français envoyés pour ravitailler la ville en poudre, mais ils sont mis en déroute le 15 juillet, appelée «la journée des Sacqueletz» en rappel des sacs de poudre.
En mars 1538, le roi lui donne 225 livres « pour l'aider à supporter la dépense d'un voyage de Moulins à Thérouanne, pour visiter les fortifications de la dite ville et voir les fortifications faites et à faire en cette place et autres de la frontière de Picardie ». 
Jean de Renaud de Saint-Rémy est envoyé par le roi en Picardie, en 1538 où il travaille avec Castello.
Il a commencé par renforcer les fortifications de Guise, Thérouanne et Doullens. À Guise, il fait entourer le vieux donjon par un rempart avec trois grands bastions dits de l'Alouette, de la Charbonnière et de la Haute-Ville. Ce travail s'est poursuivi pendant tout le XVIe siècle. Les travaux faits par Castello à Thérouanne sont détruits en 1553 quand Charles Quint   décide de raser la ville.
Les fortifications construites par Castello à Doullens sont encore visibles. Les fortifications de Hesdin ont aussi été détruites par Charles Quint en 1553.
En mai 1539, il apparaît sur les personnes pensionnées par le roi. Il est nommé « Maître des ouvrages » en Picardie.
Il travaille à la fortification de Péronne où il se dispute avec Feuquières, capitaine de la place, pour la reconstruction d'un mur endommagé pendant la guerre de 1536. Il travaille sur la fortification de La Capelle, en 1541-1542.